# Линн, Крисси
Крисси Линн (англ. Krissy Lynn), род. 14 декабря 1984, Солт-Лейк-Сити, Юта, США — американская порноактриса. Младшая сестра порноактрисы Кэссиди Линн.

## Биография
Крисси дебютировала в порнобизнесе в 2007 году, когда ей было 23, со своим первым фильмом для взрослых под названием I Love Big Toys 19.
Крисси Линн работала с различными студиями, в том числе с Hustler, Naughty America, Digital Sin, Jules Jordan Video и Evil Angel. Она также работала с различными порнозвездами — Шайлой Стайлз, Келли Дивайн и Тори Блэк.
На 2017 год снялась в 457 порнофильмах.

## Награды и номинации
- 2011 AVN Awards — Best Three-Way Sex Scene (G/G/B), фильм The Condemned, (вместе с Кимберли Кейн, и Mr. Pete)[2]
- 2011 номинация на AVN Awards — Лучшая сцена группового секса в фильме Slutty & Sluttier 11, (с Карлой Кокс, Чарли Чейз, Нэтом Турхером и Мистером Питом)[3]